# Bonifatius Wynfrith

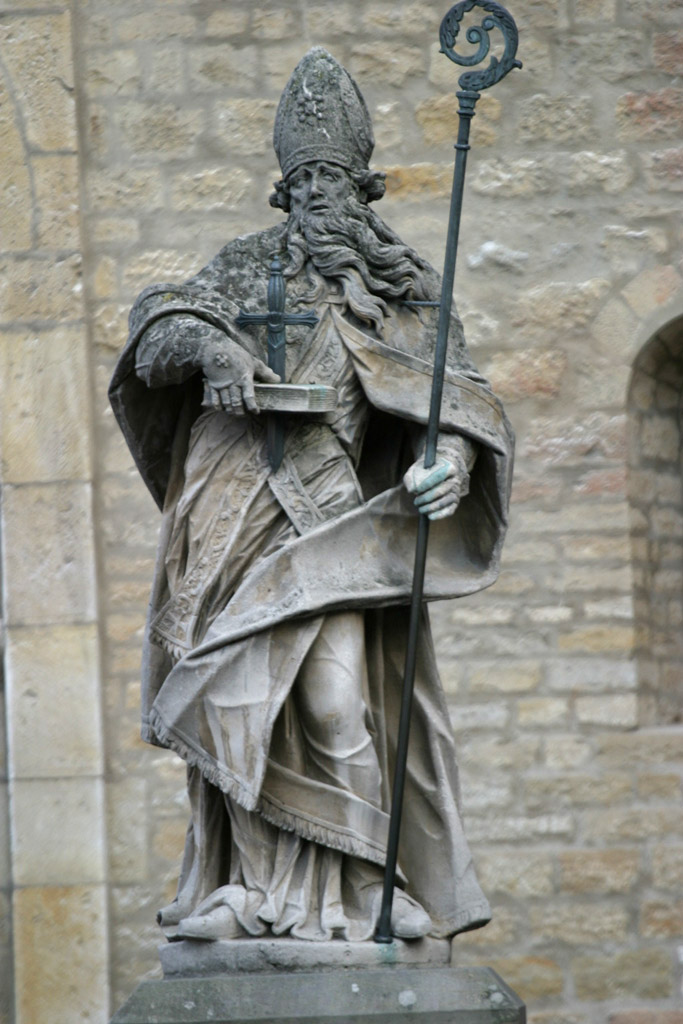
Szobra a mainzi székesegyház előtt

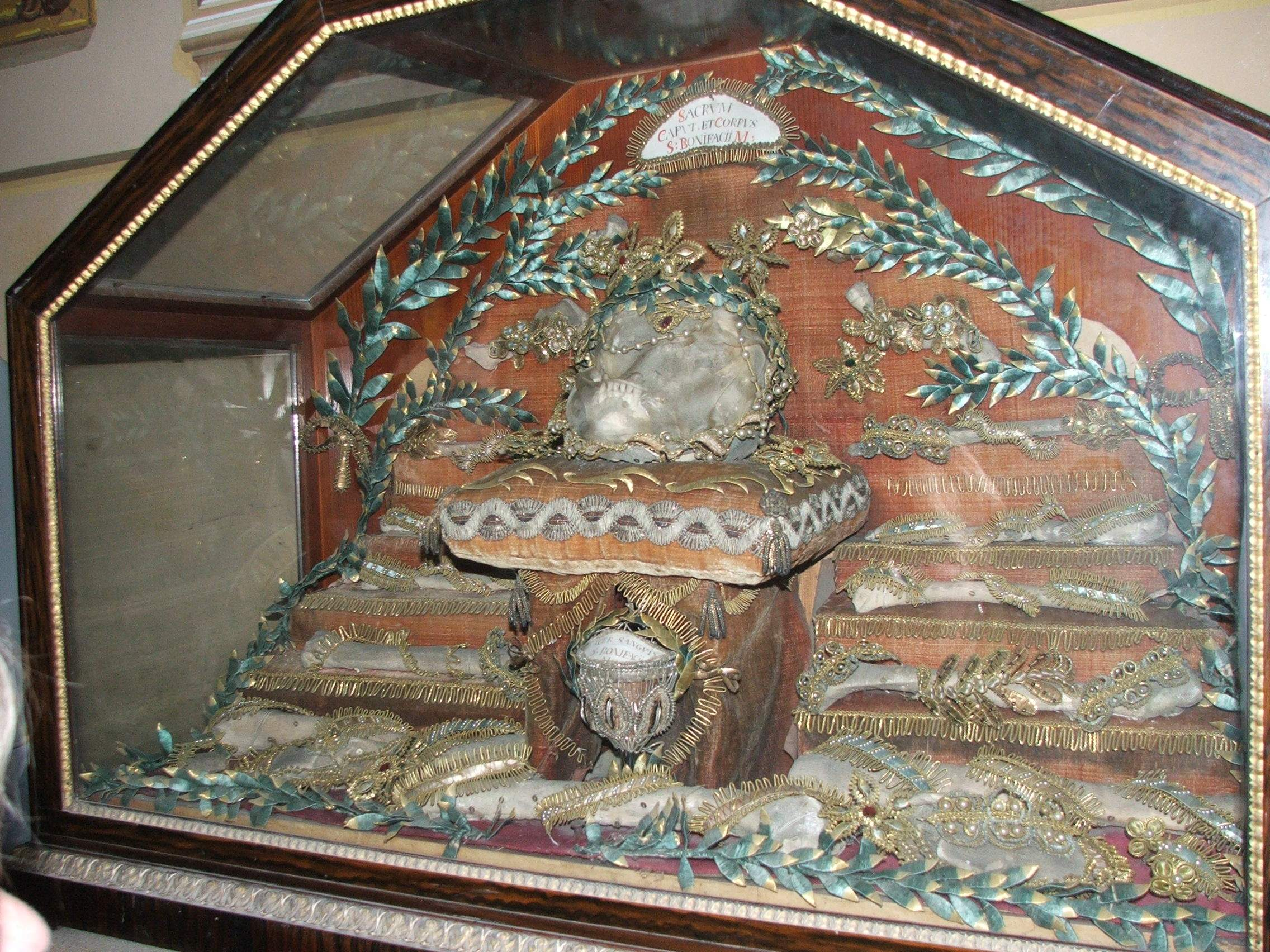
Alsó állkapcsa az esztergomi Főszékesegyházi Kincstárban

Bonifatius Wynfrith, egyházi nevén Szent Bonifác (Crediton, Wessex, Britannia, 672 körül – Dokkum, Hollandia, 754. június 5.) angol származású szerzetes, hittérítő, az angolszász misszió vezető alakja, ’’Germánia apostola’’. Munkássága a katolikus egyház szempontjából óriási jelentőségű. A németek „megtérítése” nagyrészt az ő műve.
Számos kolostor alapítója volt. 723 táján II. Gergely pápa a germánok püspökévé szentelte. Később 
III. Gergely pápa pápai legátussá, majd mainzi érsekké tette. Egy térítő útján, 754-ben a frízek megölték 52 másik emberrel együtt.

## Élete
Családneve Wynfrith (Winfrid) volt. Az exeteri és a nhutschellei kolostorokban nevelkedett; ez utóbbiban kezdett tanítani. 30 éves korában lett pap.

### Missziós tevékenysége
Baráti kapcsolatban volt Aldelmus malmesburyi apáttal. 716-ban három társával elindult ősei, a szászok misszionálására. Éppen ebben az időben lázadt fel a frízek fejedelme, Radboch és a frankok elleni háborújával lehetetlenné tett minden missziós tevékenységet. A 690-től itt térítő Willibrordnak is vissza kellett húzódnia egy kolostorba, ezért Winfrid is jobbnak látta, ha visszatér Nhutschellébe.
718-ban újra útnak indult, de előbb Rómába ment, hogy missziójához pápai felhatalmazást nyerjen. II. Gergely pápa szívesen fogadta, és több hónapig maga mellett tartotta. 719. május 15-én bocsátotta útnak. Winfrid ekkor vette fel a Bonifác nevet (egy vértanúról), és ettől kezdve csak ezt a nevet használta.
Bonifác először egy kis ideig Liutprand longobárd király udvarában tartózkodott, majd Bajorországon és Türingián át érkezett a frank birodalomba. Miután Radboch meghalt, ismét Frízföldre ment, és 2-3 évig - tapasztalatszerzés céljából - Willibrord mellett tevékenykedett. 721-ben Hessenből már sok ezer pogány megtéréséről küldhetett jelentést a pápának. II. Gergely ekkor magához kérette és 722. november 30-án egész Germánia missziós püspökévé szentelte. 723-ban Martell Károlytól menlevelet kapott, és így már pápai és királyi támogatással végezhette missziós munkáját.
Útja során hihetetlen bátorsággal tevékenykedett: egy alkalommal Geismar mellett szétverte azt a tölgyet, amelyet a germánok Thor isten szent fájának tekintettek, és anyagából kápolnát épített Szent Péter tiszteletére. A közelben alapította meg a fritzlari kolostort.
724-ben Türingiába ment, ahol északon a szászok pogánysága, délen a frankok politikai zűrzavara tette tönkre a korábbi missziós eredményeit. Türingiai missziójának (724-731) legnagyobb eredménye - a sok templom építése mellett - a Gotha melletti Szent Mihály-kolostor megalapítása, amely a kereszténység fellegvára lett.
Hazájából sok férfi és női szerzetes ment utána, és Bonifác rájuk bízta egy-egy új kolostor alapítását: Lullus lett utóda a mainzi érsekségben, Burchard a későbbi würzburgi püspök, Denehard állandó követe Rómában, Wigbert a Szent Mihály-kolostor apátja; Lioba Tauberbischofsheim, Tekla Kitzingen és Ochsenfurt apátnője lett. Bonifác leghíresebb kolostora a fuldai alapítás 744-ben, amelyet szintén tanítványára, Sturmiusra bízott.

### Egyházszervező tevékenysége
III. Gergely pápa 732-ben érseki palliumot küldött neki, feljogosítva őt új püspökök kinevezésére, s hogy püspökségeket alapítson, azaz szervezze meg az egyházat a misszionált területeken. 738-ban Rómába ment, hogy pontosan megismerje a pápa elgondolásait, aki 739-ben pápai legátussá nevezte ki. Először Bajorországban tartott zsinatot, majd érseki rangra emelte Salzburgot, és a szász Jánost tette meg érseknek, Regensburgnak, Freisingennek és Passaunak újra püspököt adott, majd Freisingenből továbbment Hessenbe és Türingiába. 741-ben Hessen számára Buraburgot, Türingia számára északon Erfurtot, délen Würzburgot tette püspöki székhellyé. Észak-Bajorországnak Eichstattet adta püspökségül. A buraburgi és az erfurti püspökség ugyan hamarosan megszűnt, de Nagy Károly idejében Buraburg helyére Paderborn, Erfurt helyére pedig Halberstadt lépett mint püspöki székhely, s így a Germániának adott egyházszervezete tartósnak bizonyult.
742-ben Karlmann és Kis Pipin kérésére hozzákezdett a frank egyház megreformálásához. Ennek érdekében több zsinatot is tartottak, ahol Bonifác pápai legátusként elnökölt. Működése az akkori egész frank birodalomra kiterjedt. A klérust szigorú fegyelemre szorította, a kolostorok életét a Szent Benedek-féle Regula alapján szervezte meg. 745-ben az általános frank zsinaton megválasztották Bonifácot kölni érseknek, hogy egy vezetés alá kerüljön a germán, frank és fríz misszió. 747-ben az ekkor érseki rangra emelt mainzi széket foglalta el. 751-ben Soissonsban ő koronázta meg Kis Pipint a frank birodalom egyeduralkodójává.

### Halála
753-ban lemondott a mainzi érsekségről és a Willibrord halálával félbemaradt fríz misszió befejezéséhez fogott. Végighajózott a Rajnán, és nagy sikerrel prédikált. 754-755 telét Utrechtben töltötte, majd tavasszal újra elindult. Sok pogányt megkeresztelt, és már a bérmálásra készítette elő őket, amikor Dokkum közelében fanatikus pogányok megtámadták a szállásán, és 52 társával együtt megölték.
Holttestét előbb az utrechti székesegyházba, majd Mainzba, végül óhajának megfelelően Fuldába vitték.

## Hatása, tisztelete
Legnagyobb hatása abban volt, hogy egyházszervezései által a már meglévő kereszténységet mind a keleti, mind a nyugati frank birodalomban megszilárdította, és a püspökségeket Rómával a legszorosabb egységbe vonta. Meghonosította a római liturgiát, különös tekintettel a római keresztelési szertartásra, valamint hathatósan védte a cölibátus eszméjét. 
Az Angliából hozatott szerzetesek meghonosították a szabad művészeteket a frank birodalom kolostoraiban is. Oktatási célokra ő maga is írt egy grammatikát és egy verstant. Levelezése értékes forrás a germániai misszió történetéhez.
Az ikonográfiában általában püspökként, a bencés kolostorokban apátként is ábrázolták (a legkorábbi a Codex Aureus fedőlapján, Nürnberg, 983-990); a középkori kőszobrászat legismertebb Szent Bonifác-figurája az erfurti dómban látható (1320-1330). Az erfurti dóm üvegablakain van egy Szent Bonifác-képciklus (1410 körül). Attribútumai: könyv, bárd, fejsze (utalás a 723-ban kivágott tölgyfára), templom-modell, kard, karddal átszúrt könyv (az evangéliumos könyvvel védekezett, amikor kardokkal támadtak rá), róka.
A szabók, a sörfőzők és Németország védőszentje. Ünnepe a katolikus egyházban: június 5.